# سپر (فیلم ۱۹۹۷)
سپر (به هندی: Dhaal) و (به انگلیسی: Shield) فیلمی هندی محصول سال ۱۹۹۷ و به کارگردانی سمیر ملکان است. در این فیلم بازیگرانی همچون وینود کانا، سونیل شتی، آمریش پوری، دنی دنزونگپا، آرون گوویل، گائوتامی و لاکسیمیکانت برد ایفای نقش کرده‌اند.